# تيم جونسون (دراج)
تيم جونسون (بالإنجليزية: Tim Johnson)‏ هو دراج أمريكي، ولد في 5 أغسطس 1977 في ميدلتون في الولايات المتحدة.

## وصلات خارجية
- تيم جونسون على موقع أرشيف الدراجات (الإنجليزية)
- تيم جونسون على موقع إحصائيات الدراجات الإحترافية (الإنجليزية)